# Bahnstrecke Wolfenbüttel–Oschersleben
| Der Bahnhof Gunsleben war von 1945 bis 1992 Ende der betriebenen Strecke aus Oschersleben. |                         |                                                                          |                                                                          |
| Streckennummer (DB): | 1942                    |                                                                          |                                                                          |
| Kursbuchstrecke: | 184a (1934) 206d (1946) |                                                                          |                                                                          |
| Streckenlänge: | 53,1 km                 |                                                                          |                                                                          |
| Spurweite: | 1435 mm (Normalspur)    |                                                                          |                                                                          |
| |                         |                                                                          |                                                                          |
| \| \| \| von Groß Gleidingen \| \| \| \| \| von Braunschweig \| \| \| \| 12,600 \| Wolfenbüttel (ehem. Bf) \| Wolfenbüttel (ehem. Bf) \| \| \| 13,177 \| nach Bad Harzburg \| nach Bad Harzburg \| \| \| \| Oker \| \| \| \| 14,500 \| Anschluss Gewerbegebiet Linden \| Anschluss Gewerbegebiet Linden \| \| \| \| Wendessen (SPNV bis 1982, vrsl. Reakt. 2027)[1] \| \| \| \| \| \| \| \| \| 16,200 \| Anschluss Forschungsbergwerk Asse über Braunschweig-Schöninger Eisenbahn \| Anschluss Forschungsbergwerk Asse über Braunschweig-Schöninger Eisenbahn \| \| \| \| \| \| \| \| 21,606 \| Dettum (ehem. Bf) \| Dettum (ehem. Bf) \| \| \| 29,533 \| Schöppenstedt \| Schöppenstedt \| \| \| 37,500 \| Watenstedt \| Watenstedt \| \| \| \| von Börßum \| \| \| \| 41,200 \| Jerxheim \| Jerxheim \| \| \| \| nach Nienhagen \| \| \| \| \| nach Helmstedt \| \| \| \| \| Landesgrenze Niedersachsen–Sachsen-Anhalt \| \| \| \| \| Anst Zuckerfabrik Aderstedt \| \| \| \| 51,400 \| Gunsleben \| Gunsleben \| \| \| 56,500 \| Neuwegersleben \| Neuwegersleben \| \| \| \| Anst \| \| \| \| \| von Schöningen Süd \| \| \| \| \| von Thale Hbf \| \| \| \| 65,700 \| Oschersleben (Bode) Keilbahnhof \| Oschersleben (Bode) Keilbahnhof \| \| \| \| nach Magdeburg Hbf \| \| |                         |                                                                          |                                                                          |
| |                         | von Groß Gleidingen                                                      |                                                                          |
| Abzweig ehemals geradeaus und von links |                         | von Braunschweig                                                         | von Braunschweig                                                         |
| Dienststation / Betriebs- oder Güterbahnhof | 12,600                  | Wolfenbüttel (ehem. Bf)                                                  | Wolfenbüttel (ehem. Bf)                                                  |
| Abzweig geradeaus und nach rechts | 13,177                  | nach Bad Harzburg                                                        | nach Bad Harzburg                                                        |
| Brücke über Wasserlauf |                         | Oker                                                                     | Oker                                                                     |
| Abzweig geradeaus und nach links | 14,500                  | Anschluss Gewerbegebiet Linden                                           | Anschluss Gewerbegebiet Linden                                           |
| ehemaliger Bahnhof |                         | Wendessen (SPNV bis 1982, vrsl. Reakt. 2027)                             | Wendessen (SPNV bis 1982, vrsl. Reakt. 2027)                             |
| |                         |                                                                          |                                                                          |
| Kreuzung geradeaus unten und rechts (Querstrecke außer Betrieb) | 16,200                  | Anschluss Forschungsbergwerk Asse über Braunschweig-Schöninger Eisenbahn | Anschluss Forschungsbergwerk Asse über Braunschweig-Schöninger Eisenbahn |
| |                         |                                                                          |                                                                          |
| Haltepunkt / Haltestelle | 21,606                  | Dettum (ehem. Bf)                                                        | Dettum (ehem. Bf)                                                        |
| Kopfbahnhof Strecke ab hier außer Betrieb | 29,533                  | Schöppenstedt                                                            | Schöppenstedt                                                            |
| Bahnhof (Strecke außer Betrieb) | 37,500                  | Watenstedt                                                               | Watenstedt                                                               |
| Abzweig geradeaus und von rechts (Strecke außer Betrieb) |                         | von Börßum                                                               | von Börßum                                                               |
| Bahnhof (Strecke außer Betrieb) | 41,200                  | Jerxheim                                                                 | Jerxheim                                                                 |
| Abzweig geradeaus und nach rechts (Strecke außer Betrieb) |                         | nach Nienhagen                                                           | nach Nienhagen                                                           |
| Abzweig geradeaus und nach links (Strecke außer Betrieb) |                         | nach Helmstedt                                                           | nach Helmstedt                                                           |
| Grenze (Strecke außer Betrieb) |                         | Landesgrenze Niedersachsen–Sachsen-Anhalt                                | Landesgrenze Niedersachsen–Sachsen-Anhalt                                |
| Abzweig geradeaus und von rechts (Strecke außer Betrieb) |                         | Anst Zuckerfabrik Aderstedt                                              | Anst Zuckerfabrik Aderstedt                                              |
| Bahnhof (Strecke außer Betrieb) | 51,400                  | Gunsleben                                                                | Gunsleben                                                                |
| Bahnhof (Strecke außer Betrieb) | 56,500                  | Neuwegersleben                                                           | Neuwegersleben                                                           |
| Abzweig geradeaus und nach links (Strecke außer Betrieb) |                         | Anst                                                                     | Anst                                                                     |
| Abzweig geradeaus und von links (Strecke außer Betrieb) |                         | von Schöningen Süd                                                       | von Schöningen Süd                                                       |
| Abzweig ehemals geradeaus und von rechts |                         | von Thale Hbf                                                            | von Thale Hbf                                                            |
| Bahnhof | 65,700                  | Oschersleben (Bode) Keilbahnhof                                          | Oschersleben (Bode) Keilbahnhof                                          |
| |                         | nach Magdeburg Hbf                                                       |                                                                          |

Die Bahnstrecke Wolfenbüttel–Oschersleben ist eine heute nur noch teilweise betriebene frühere Hauptbahn in Sachsen-Anhalt und Niedersachsen, die ursprünglich durch die Herzoglich Braunschweigische Staatseisenbahn als Teil einer Fernverbindung von Magdeburg nach Hannover erbaut und betrieben wurde. Sie zweigt in Wolfenbüttel von der Bahnstrecke Braunschweig–Bad Harzburg ab und führt nördlich des Harzes über Schöppenstedt nach Oschersleben, wo sie in die Bahnstrecke Magdeburg–Thale einmündete. 
Die Strecke wurde 1843 eröffnet und ist damit Teil einer der ältesten Ferneisenbahnen in Deutschland. Über sie verlief bis Anfang der 1870er Jahre der gesamte Verkehr von Berlin und Mitteldeutschland nach Hannover und weiter ins Ruhrgebiet. Danach verlor die Strecke an Bedeutung, sie blieb aber weiterhin eine wichtige Fernverbindung.
Nach 1945 wurde die Strecke zwischen Jerxheim und Gunsleben durch die Innerdeutsche Grenze unterbrochen. Der auf DDR-Seite verbliebene Abschnitt zwischen Oschersleben und Gunsleben wurde zur Nebenbahn abgestuft. 1992 endete dort der Verkehr. Seit 2007 ist nur noch der Abschnitt von Wolfenbüttel bis Schöppenstedt in Betrieb.

## Geschichte

### Die erste Verbindung von Berlin nach Köln
Im Zug der Entwicklung der ersten Eisenbahnen in Deutschland gab es eine Reihe von Projekten für Verbindungen zwischen den Seehäfen nach Süd- und Ostdeutschland. Das Herzogtum Braunschweig legte dabei großen Wert darauf, dass sein Gebiet von den durchgehenden Eisenbahnverbindungen berührt würde. Die seinerzeit diskutierten Ost-West-Verbindungen über Halle (Saale) und Kassel oder auch von Magdeburg nach Lüneburg hätten das Herzogtum nicht berührt. In einem Staatsvertrag wurde dabei am 10. April 1841 zwischen dem Königreich Preußen, dem Königreich Hannover und dem Herzogtum Braunschweig der Bau einer Eisenbahnverbindung zwischen Magdeburg, Oschersleben (Bode), Braunschweig und Hannover nach Minden beschlossen.

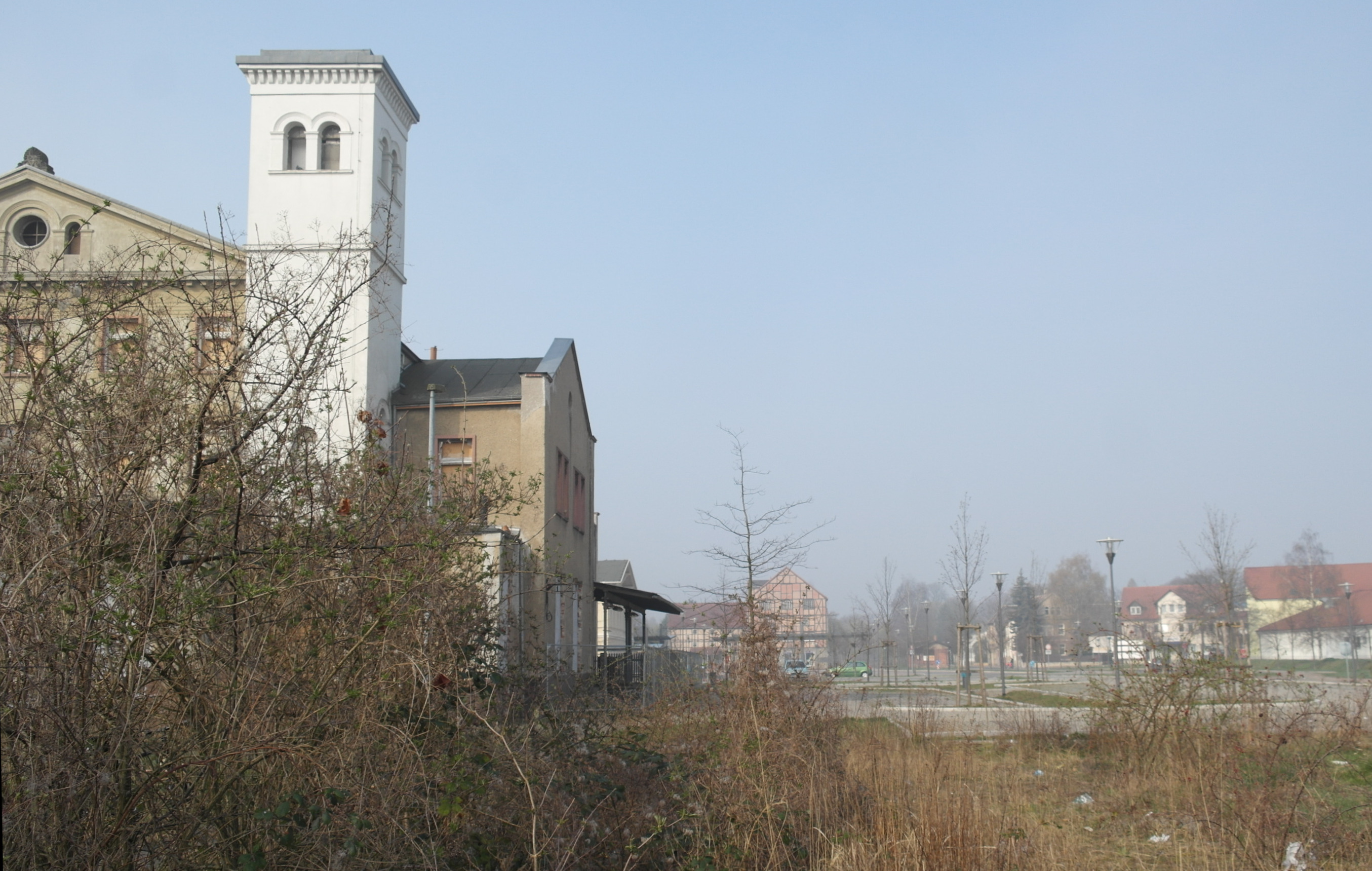
Die Braunschweiger Seite des Bahnhofs Oschersleben (Bode)

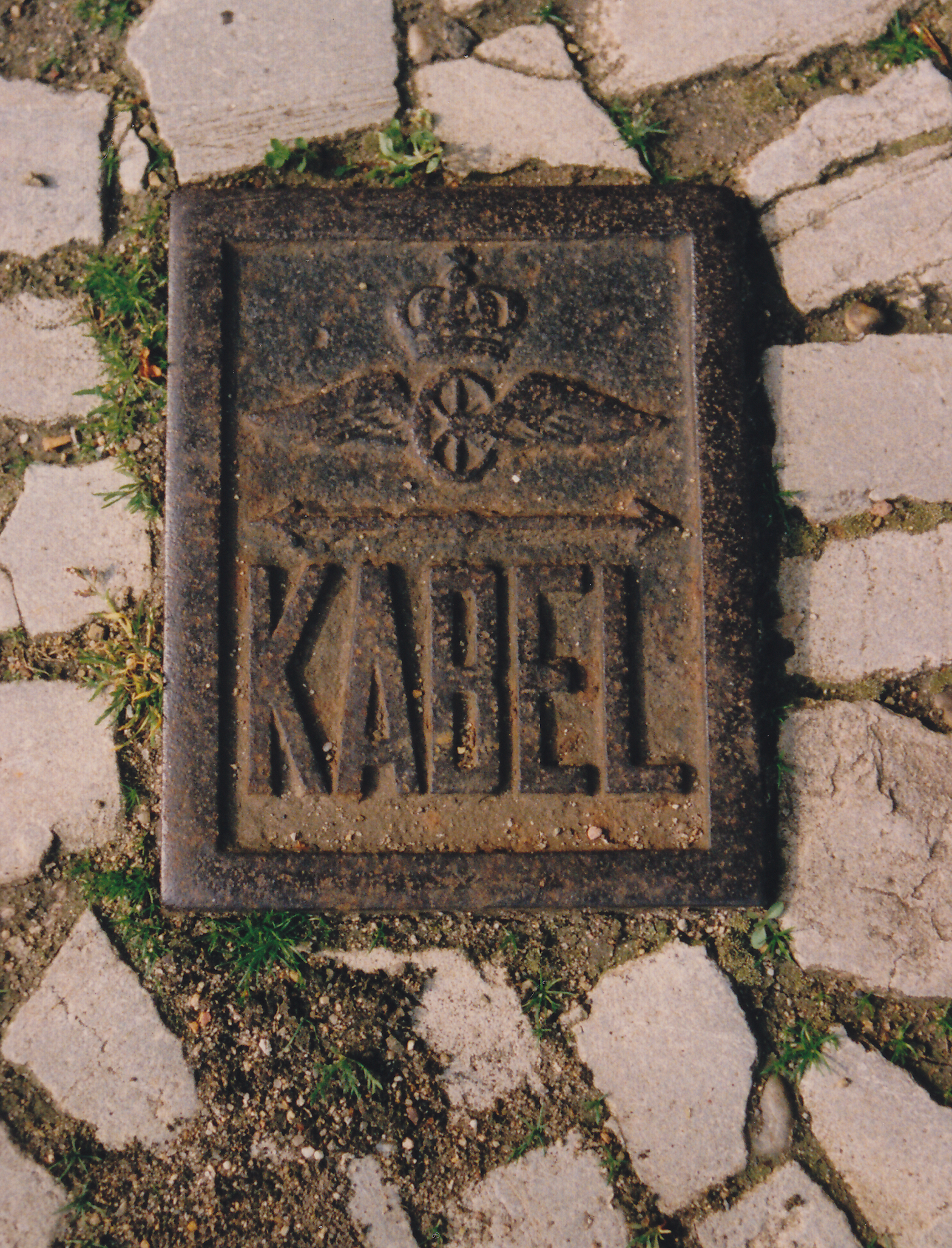
Abdeckung Kabelkanal aus dem Königreich Preußen in Neuwegersleben 1992

Bereits vor Abschluss des Staatsvertrages trieb das Herzogtum Braunschweig die Vorarbeiten für den Streckenbau voran. Zwischen Braunschweig und Wolfenbüttel wurde die bestehende Bahnstrecke Braunschweig–Bad Harzburg zweigleisig ausgebaut sowie die Anlagen des Braunschweiger Bahnhofs deutlich erweitert.
Am 16. Juli 1843 eröffnete die Herzoglich Braunschweigische Staatseisenbahn die Strecke. Damit war eine durchgehende Verbindung von Braunschweig und Magdeburg entstanden, wo Anschluss über Köthen nach Leipzig, Dresden und Berlin bestand. Seit 1844 ging es von Braunschweig weiter nach Hannover. Damit war eine durchgehende Verbindung von Hannover nach Berlin entstanden, wobei zunächst an den Übergangspunkten zwischen den Bahngesellschaften noch umgestiegen werden musste.
Bahnhöfe entstanden in Schöppenstedt, am Kybitzdamm (Kiebitzdamm) bei Jerxheim, in Wegersleben (heute Neuwegersleben) und Oschersleben. Der Bahnhof Oschersleben (Bode) war ein Gemeinschaftsbahnhof mit der Magdeburg-Halberstädter Eisenbahngesellschaft, die am 15. Juli 1843 die Strecke Magdeburg–Halberstadt eröffnete.
Mit der Fertigstellung der Bahnstrecke Hannover–Minden gab es ab 16. Oktober 1847 eine durchgehende Verbindung von Köln über Minden, Hannover, Braunschweig, Oschersleben, Magdeburg, Köthen und Wittenberg nach Berlin. Die Reisezeit zwischen Berlin und Köln verkürzte sich von 22 Stunden (1847) nach Fertigstellung der direkten Bahnstrecke Berlin–Magdeburg (1848) und weiteren Beschleunigungsmaßnahmen auf 16 Stunden im Jahr 1851. 1852 wurden erstmals direkte Wagen zwischen Berlin und Köln eingesetzt. 
1853 wurde die Strecke zwischen Jerxheim und Oschersleben zweigleisig ausgebaut, ein Jahr später ging auch zwischen Schöppenstedt und Jerxheim das zweite Gleis in Betrieb.
1868 wurde mit der Bahnstrecke Jerxheim–Börßum eine Verbindung an die Braunschweigische Südbahn nach Kreiensen eröffnet, die insbesondere für den Verkehr in Richtung Göttingen, Kassel und Frankfurt am Main interessant war.

### Bedeutungsverlust nach 1871
Mit der Bahnstrecke Berlin–Lehrte 1871 und der Bahnstrecke Braunschweig–Magdeburg (über Helmstedt) 1872 entstanden zwei deutlich kürzere Verbindungen zwischen Berlin und Hannover. Die Strecke über Oschersleben verlor an Bedeutung. Wichtig blieb sie für den Güterverkehr und auf dem Abschnitt zwischen Jerxheim und Oschersleben für Fernzüge zwischen Frankfurt und Berlin. Teilweise nutzten die Züge bis 1920 in Richtung Magdeburg aber auch die Verbindung von Jerxheim über Schöningen und die 1871 gebaute Strecke nach Eilsleben.
1882 wurde die Braunschweigische Eisenbahndirektion aufgelöst. Die Strecke kam zur Königlichen Eisenbahndirektion Magdeburg. 1890 eröffnete eine Nebenbahn von Jerxheim nach Nienhagen bei Halberstadt.

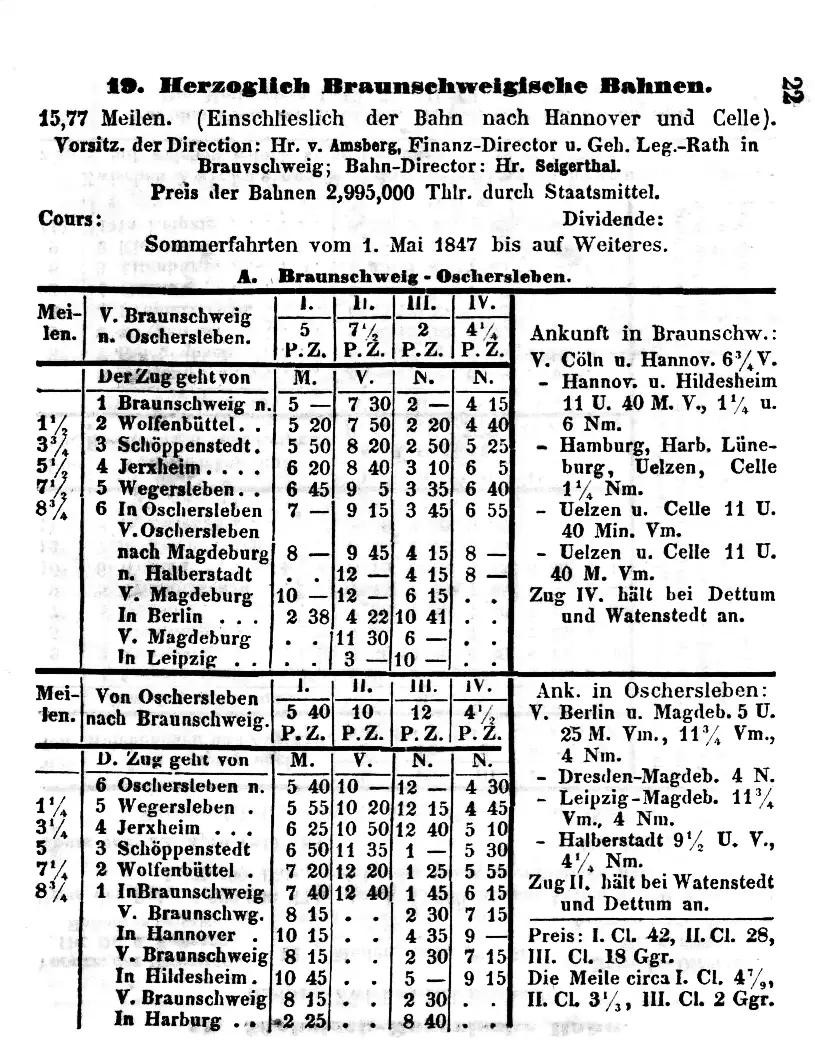
Fahrplan 1847

1922 wurde ein Gleisanschluss vom Bahnhof Gunsleben zur Zuckerfabrik Aderstedt bewilligt. Das 2,8 Kilometer lange Gleis wurde ein Jahr später gebaut. Eine weitere Anschlussbahn führte von Neuwegersleben zur Braunkohlengrube „Vereinigte Friederike“ in Hamersleben.

### Nach der deutschen Teilung

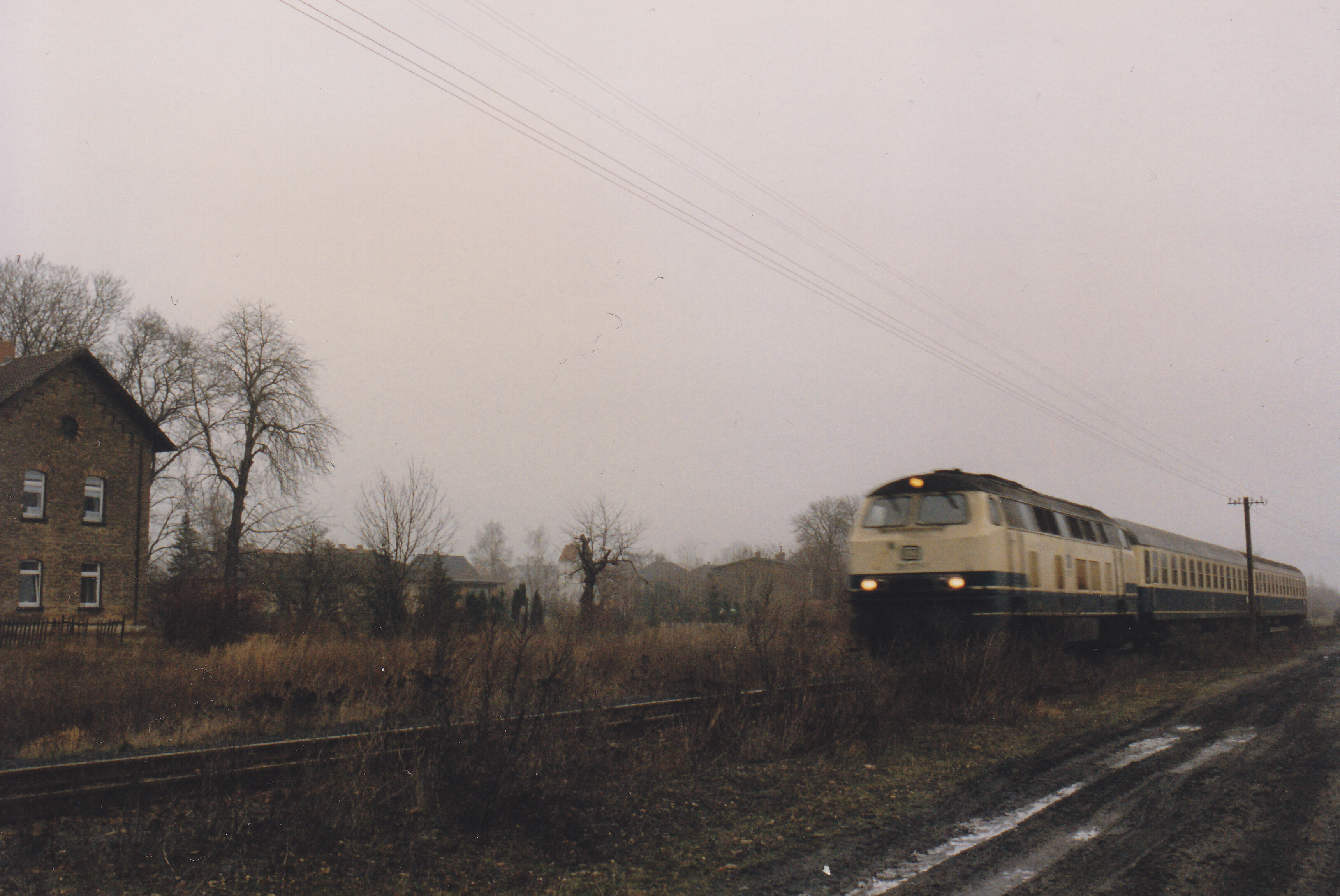
Nahverkehrszug von Helmstedt erreicht Jerxheim zur Weiterfahrt nach Schöppenstedt

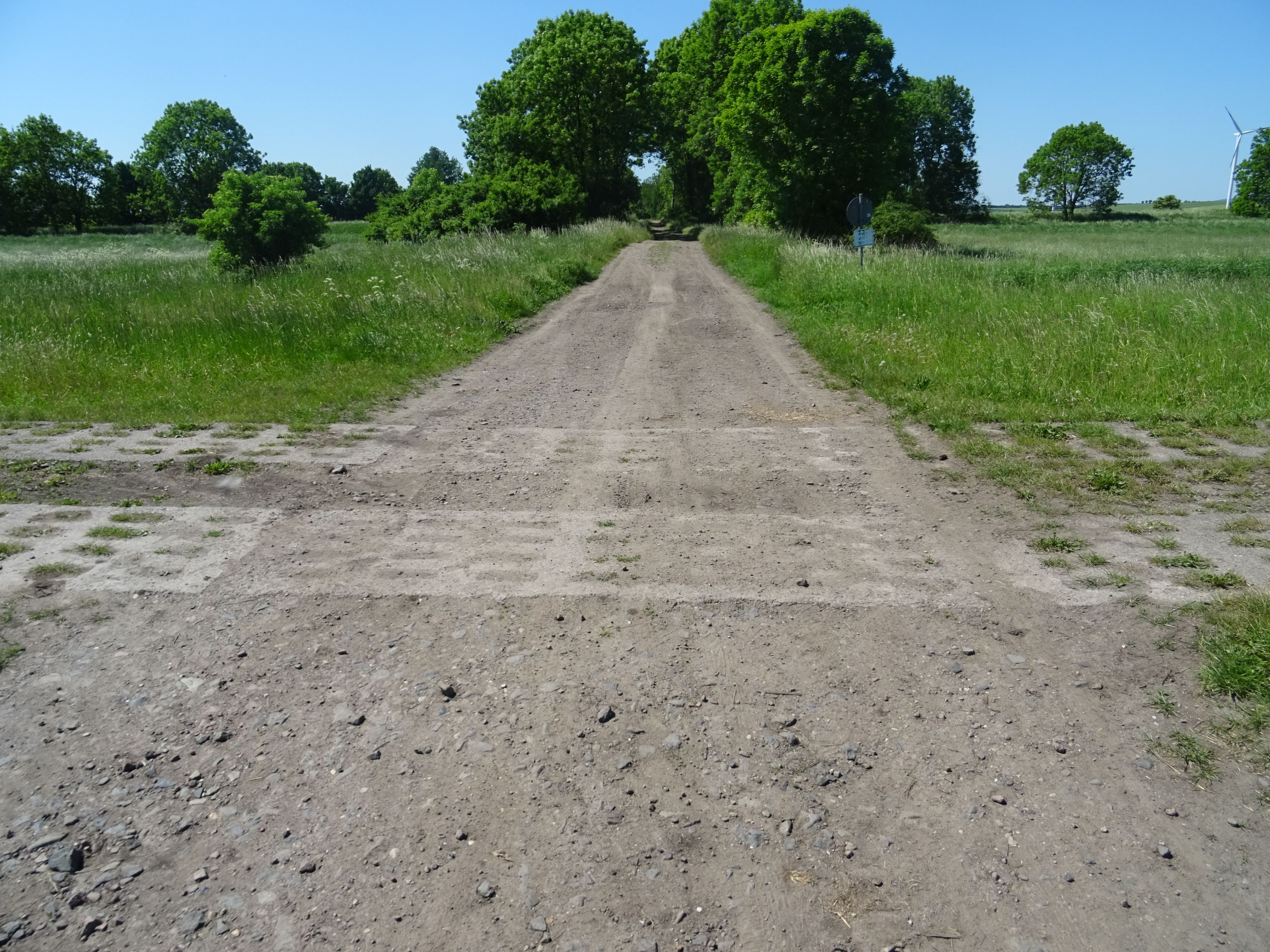
Trasse an der deutsch-deutschen Grenze, Blick nach Westen. Die Platten gehören zu einem Postenweg der DDR-Grenzsicherung.

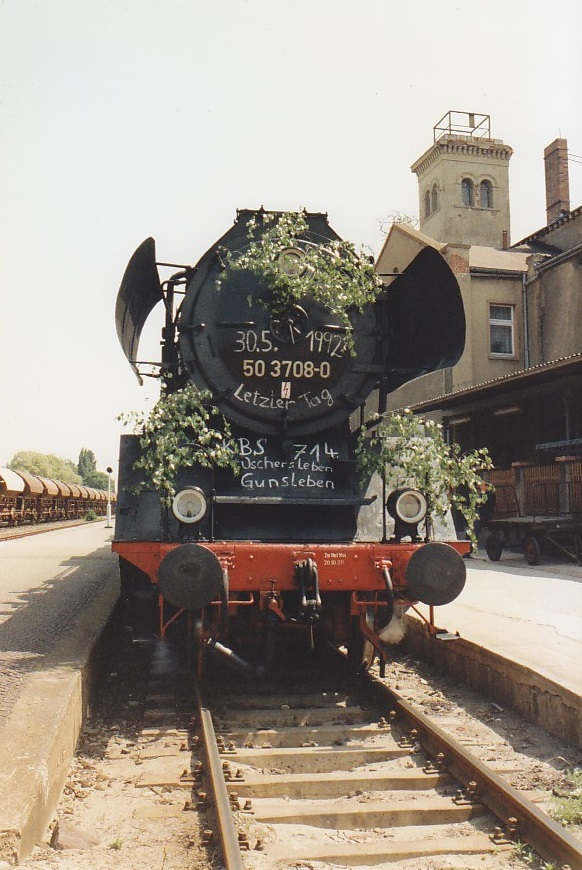
Am 30. Mai 1992 führt die 50 3708-0 den letzten Zug von Oschersleben nach Gunsleben

Nach der Aufteilung Deutschlands in Besatzungszonen wurde der Abschnitt zwischen Jerxheim und Gunsleben unterbrochen. Der letzte planmäßige Zug fuhr am 30. Juni 1945. Eins der beiden Gleise zwischen Oschersleben und Gunsleben wurde als Reparationsleistung an die Sowjetunion abgebaut. Zwischen Gunsleben und der Grenze wurden die Gleise komplett abgebaut, auch zwischen Jerxheim und der Grenze verschwanden bis 1948 die Gleise. Die Abschnitte zwischen Gunsleben und Oschersleben wie auch später zwischen Wolfenbüttel und Schöppenstedt wurden zur Nebenbahn umgewandelt.
Der Betrieb zwischen Oschersleben und Gunsleben blieb bis Anfang der 1990er Jahre mit vier bis sechs Nahverkehrszügen pro Tag und Richtung als Stichstrecke erhalten. 1959 wurde das bisherige gute Schienenmaterial für den Bau des Berliner Außenrings verwendet und durch leichtere Schienen ersetzt. Bei einer Streckensanierung 1976 wurden die Gleise erneuert, allerdings wurden dabei alkalihaltige Betonschwellen eingesetzt, deren Zustand sich nach wenigen Jahren verschlechterte. Am 30. Mai 1992 wurde der Abschnitt einschließlich des Gleisanschlusses nach Aderstedt, der heute abgebaut ist, „aus technischen Gründen“ gesperrt. Noch 1993 wurden Busse als Schienenersatzverkehr angeboten. Eine Reparatur erfolgte nicht mehr.
Nach der Teilung verlor auch die anschließende Verbindung Jerxheim–Börßum ihre Bedeutung. Der Verkehr wurde aufgegeben. Bis 2007 wurde das Teilstück von Wolfenbüttel nach Jerxheim von Regionalzügen Braunschweig – Wolfenbüttel – Schöppenstedt – Jerxheim – Schöningen – Helmstedt befahren. Wegen einer geplanten Tagebauerweiterung wurde die Strecke nördlich von Schöningen unterbrochen. Wegen der geringen Fahrgastzahlen wurde auf eine Verlegung der Strecke verzichtet. Auch der Verkehr zwischen Schöppenstedt, Jerxheim und Schöningen wurde eingestellt.
Der Abschnitt zwischen Schöningen und Jerxheim wurde zum 21. Mai 2009 durch das Eisenbahn-Bundesamt stillgelegt.

### Restbetrieb zwischen Wolfenbüttel und Schöppenstedt

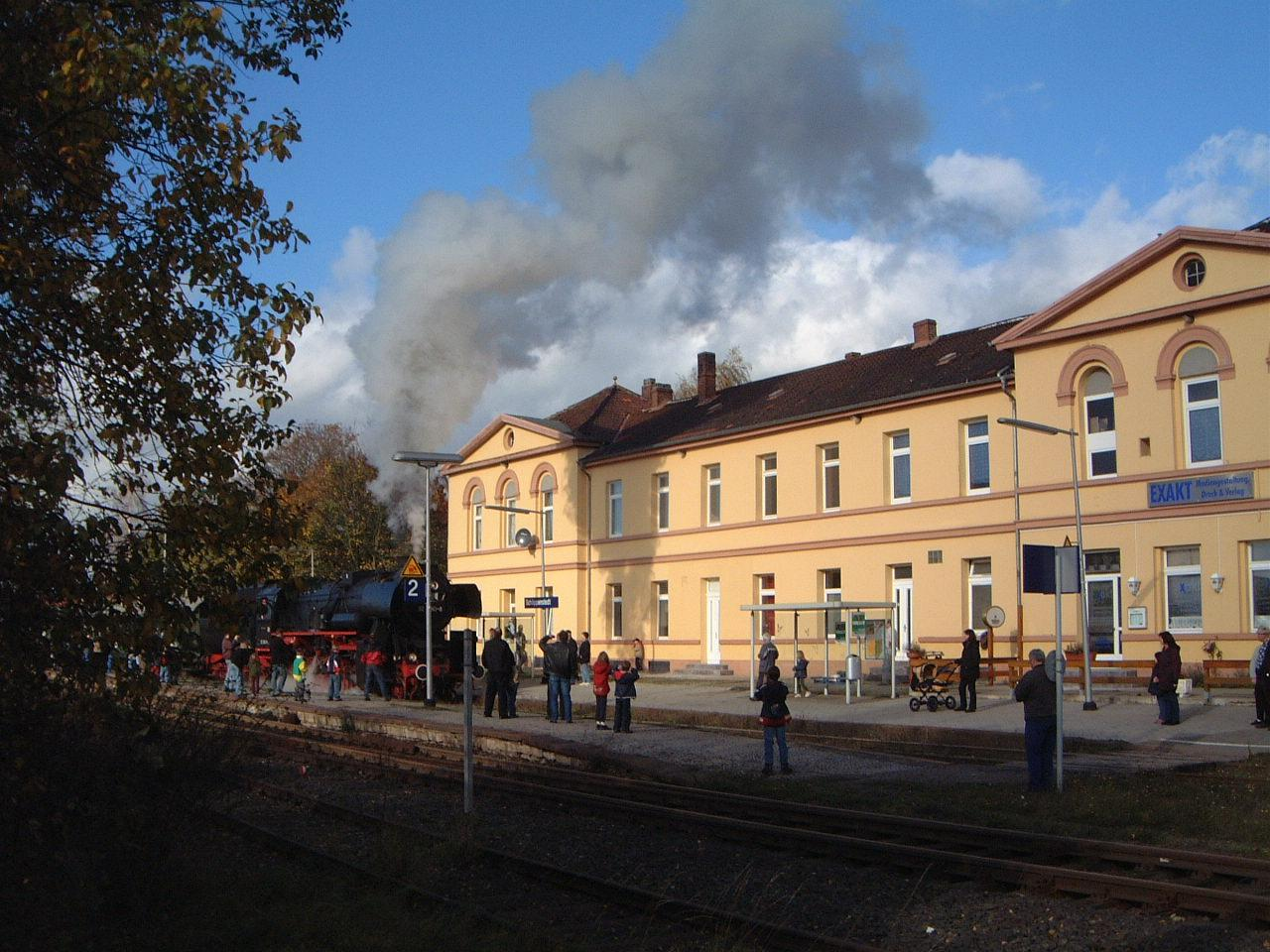
Sonderfahrt im Bahnhof Schöppenstedt

Seit 2007 wird nur noch der Abschnitt Wolfenbüttel–Schöppenstedt im Personenverkehr betrieben. Hier verkehrt die Linie RB 45 Braunschweig–Schöppenstedt mit Unterwegshalten in Wolfenbüttel und Dettum. Im Rahmen der europaweiten Ausschreibung des Dieselnetzes Niedersachsen Südost erhielt DB Regio den Zuschlag für die Linie RB 45 ab Dezember 2014 für 15 Jahre. Das Unternehmen setzt modernisierte Triebzüge vom Typ LINT 41 ein, die die Baureihe 628 ablösten. Mit der Betriebsaufnahme wurden im Rahmen des „Regionalbahnkonzepts 2014+“ einige Verbesserungen im Fahrplan umgesetzt. So verkehrt die Linie seitdem auch sonntags und die Betriebszeiten wurden verlängert. Montags bis freitags fährt die Linie im Stundentakt zwischen 6 und etwa 23 Uhr, mit zusätzlichen Fahrten im Schülerverkehr. Samstags und sonntags besteht ebenfalls ein Stundentakt. Die Fahrzeit beträgt etwa 28–29 Minuten.
Am Bahnhof Schöppenstedt besteht Anschluss zur Regionalbus-Linie 370 nach Schöningen und Helmstedt. Die Orte im unmittelbaren Verlauf der stillgelegten Strecke werden von den Buslinien 372 (Schöppenstedt–Watenstedt–Jerxheim–Söllingen) und 397 (Watenstedt–Jerxheim–Söllingen–Schöningen–Büddenstedt–Helmstedt) bedient.
Für die Strecke gab es Planungen zur Einbindung in das Streckennetz der geplanten RegioStadtBahn Braunschweig. Dazu sollten einige Bahnhöfe bzw. Haltepunkte neu gebaut und die Anzahl der Züge erhöht werden. Es war vorgesehen, mit Dieselhybrid-Stadtbahnen in Braunschweig über Stadtbahngleise durch die Innenstadt zu fahren. Im Nahverkehrsplan war in einer weiteren Realisierungsstufe eine Verlängerung nach Schöningen vorgesehen. Das gesamte Vorhaben sollte ursprünglich bis 2014 realisiert werden. Im Jahr 2010 scheiterte das Projekt, da durch deutlich gestiegene Fahrzeugbeschaffungskosten die Wirtschaftlichkeit des Konzeptes nicht mehr gegeben war. Um die Attraktivität der Linien auch ohne Stadtbahn zu steigern, verfolgte der Zweckverband Großraum Braunschweig (ZGB) die Realisierung des „Regionalbahnkonzepts 2014+“.
Der Bahnhof Schöppenstedt wurde 2017 bis auf eine neue Weiche fast vollständig zurückgebaut. Dazu wurden alle Weichen und Gleise demontiert und in der Mitte ein neues Gleis mit einem neuen, modernen Bahnsteig gebaut. Das Gleis endet kurz vor dem ehemaligen Bahnübergang der B 82 an einem Prellbock. Unmittelbar hinter dem BÜ wurden die Gleisanlagen demontiert und im Bereich des Bahnübergangs überteert. Zur Abstellung von Verstärkerfahrten ist ein Abstellgleis vorhanden.
Das Betriebsverfahren wurde auf Zugleitbetrieb nach Ril 436 (ZLB) umgestellt.
2019 wurde in Schöppenstedt ein neuer Busbahnhof eröffnet, an dem Busse direkt am Bahnsteig gegenüber vom Zug halten können. So sollen Umsteigezeiten und -wege verkürzt werden.
Die Reaktivierung des Bahnhofs Wendessen wurde vom Zweckverband Großraum Braunschweig im Regionalbahnkonzept vorgeschlagen und am 28. März 2019 zwischen Land Niedersachsen, LNVG und DB vereinbart. Für einen möglichen Halbstundentakt wird die Errichtung eines Kreuzungsbahnhofes in Wendessen in den Planungen berücksichtigt. Die Einrichtung eines Halbstundentakt muss allerdings erst wirtschaftlich geprüft werden.

### Unfälle

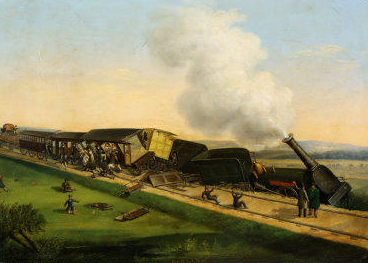
Unfall von 1844 in einer zeitgenössischen Darstellung

Im Jahr 1844 entgleiste beim Eisenbahnunfall von Jerxheim ein Personenzug. Der Unfall wurde in der zeitgenössischen Kunst rezipiert.
Im Jahr 1944 gab es einen tödlichen Unfall östlich des Bahnhofs Jerxheim, als eine Eisenbahn-Draisine mit dem Jerxheimer Bahnwärter und einem weiteren Bediensteten auf einen haltenden Güterzug auffuhr.